# Siddhásana

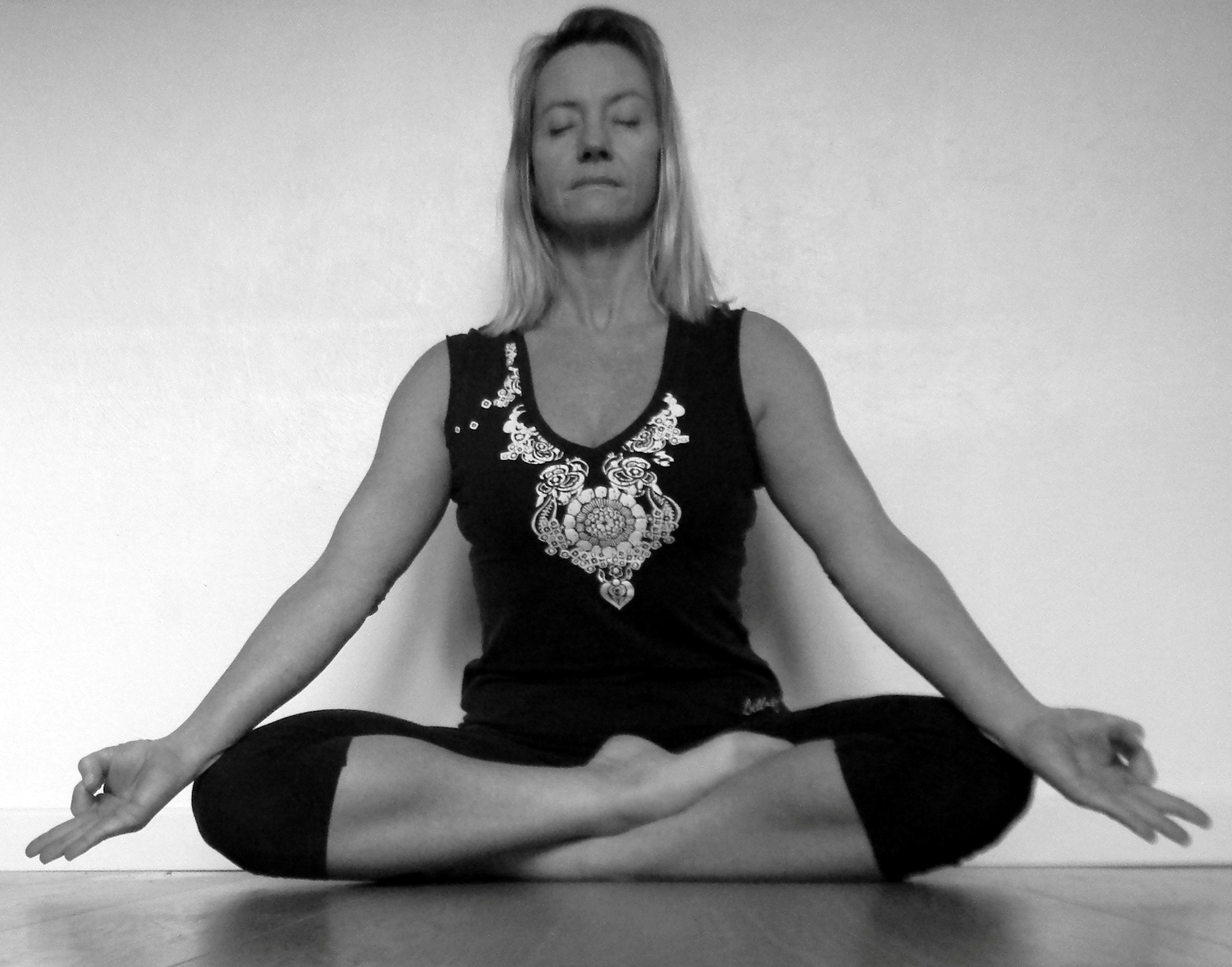
Siddhásana

Siddhásana (सिद्धासन) neboli dokonalost je jedna z ásan.

## Etymologie
Název pochází ze sanskrtského slova sidha (सिद्ध) „dokonalý/á“ a ásana (आसन)

## Popis
- zaujmout pozici v sedě s propnutýma nohama dopředu
- levá noha se pokrčí v koleni a přitáhnout levé chodidlo směrem k rozkroku
- pravou nohu pokrčit v koleni a přitáhnout chodidlo k levé noze, položit nártem na levé lýtko
- chodidlo pravého chodidla směřuje vzhůru, přenést váhu na zadek a protáhnout se
- paže i lokty uvolněné, ruce na kolenou dlaněmi vzhůru či dolů
- Brada volně přitáhnout, zavřít oči

## Výhody
Zlepšuje hybnost kolen[zdroj⁠?!] a kolenních kloubů[zdroj⁠?!] a je velmi vhodná k dechovým cvičením a k meditaci.